# Метуен (Масачусетс)
Метуен (енгл. Methuen Town) град је у америчкој савезној држави Масачусетс. По попису становништва из 2010. у њему је живело 47.255 становника.

## Демографија
Према попису становништва из 2010. у граду је живело 47.255 становника, што је 3.466 (7,9%) становника више него 2000. године.
| Група             | 2000.          | 2010.          |
| Белци             | 37.561 (85,8%) | 35.387 (74,9%) |
| Афроамериканци    | 591 (1,3%)     | 1.476 (3,1%)   |
| Азијати           | 1.040 (2,4%)   | 1.767 (3,7%)   |
| Хиспаноамериканци | 4.221 (9,6%)   | 8.531 (18,1%)  |
| Укупно            | 43.789         | 47.255         |